# Битва за Рас-Лануф
Битва за Рас-Лануф — одна із битв під час громадянської війни в Лівії.

## Передісторія
2 березня повстанці захопили Брегу і почали рухатися на захід, до Рас-Лануфа.

## Хронологія
4 березня озброєні як стрілецькою зброєю, так і артилерією бунтівники, виїхавши на десятках автомобілів з міста Брега, захопили Рас-Лануф, у тому числі аеропорт і військову базу. Успіху бунтівників сприяв той факт, що в середовищі гарнізону міста стався розкол. Частина солдатів перейшли на бік бунтівників. Після захоплення бази, повстанці заявили, що виявили тіла 20 солдатів, які були страчені після спроби дезертирства. За різними даними від шести до 16 повстанців загинули в ході бою, 31 отримали поранення. Від 2 до 25 солдатів сухопутних військ Лівії були вбиті, також загинуло 2 пілоти ВПС Лівії. При штурмі міста повстанцями активно використовувалася ствольна артилерія (ймовірно, безвідкатні 106-мм гармати M40 американського виробництва) і РСЗВ БМ-21 "Град".
5 березня 2011 року Су-24 лівійських ВВС був збитий недалеко від Рас-Лануфа зенітним вогнем з боку повстанців.
8 березня авіація урядових військ завдавала ударів по позиціях бунтівників в Рас-Лануфі
10 березня лівійська армія зробила великомасштабну атаку на Рас-Лануф. Місто зазнало масованому артобстрілу. В операції була задіяна 32-а танкова бригада. Бунтівники покинули місто.
11 березня урядові війська продовжили зачищення міста, вибиваючи бунтівників, що залишилися з вогневих позицій.
12 березня Рас-Лануф був повністю захоплений військами Каддафі.